# Вице-губернатор
Вице-губернатор (нем. Vizegouverneur, англ. deputy governor), также лейтена́нт-губерна́тор (англ. lieutenant governor) — должность заместителя губернатора и должностное лицо, её занимающее.
В странах Содружества наций — бывших колониях и доминионах, находившихся под управлением британской короны, а также в общинах Карибских Нидерландов в составе Королевства Нидерландов лейтенант-губернатор — лицо, официально представляющее корону.

## Россия

### Российская империя
В Российской империи — должность вице губернатора существовала с 1708 по 1917 годы. Вице-губернатор был старшим помощником (заместителем) губернатора — высшего правительственного чиновника в губернии. Имел, как правило, чин не ниже V—VI классов по табели о рангах. После введения должности в 1708 году, вице-губернаторы являлись помощниками губернаторов и заведовали некоторыми вопросами губернского управления; они существовали не во всех губерниях, в некоторых случаях они управляли и второстепенными областными единицами, и тогда при них находились учреждения, подобные губернским. С середины XIX века вице-губернатор является непосредственным помощником и сотрудником начальника губернии по всем направлениям управления. Вице-губернаторы существовали во всех губерниях Европейской России и Кавказского края, в сибирских губерниях существовали особые председатели областных правлений, которые только в областях Забайкальской, Якутской и Приморской носили титул вице-губернатора.

### Российская Федерация
В РФ наименование должности высшего должностного лица субъекта Федерации и структура власти определяется местным законодательством субъекта РФ. Как, правило, когда такая должность именуется «губернатор», как в подавляющем большинстве областей и краёв, должность заместителя, именуется «вице-губернатор». При этом в некоторых субъектах (Оренбургская область, Камчатский край, Санкт-Петербург) могут существовать несколько вице-губернаторов, с подразделением на первого вице-губернатора и остальных. Как правило, вице-губернатор назначается на должность законодательными (представительными) органами субъектов Российской Федерации по представлению высшего должностного лица субъекта.

## Аргентина
Во всех провинциях Аргентины вице-губернатор (исп. Vicegobernador) является заместителем губернатора в случае его отсутствия, болезни или смерти; вице-губернатор избирается одновременно с выборами губернатора провинции.

## Бразилия
Во всех штатах Бразилии вице-губернатор (порт. Vice-governador) является заместителем губернатора в случае его отсутствия, болезни или смерти; вице-губернатор избирается одновременно с выборами губернатора провинции, к вице-губернатору и губернатору предъявляются те же требования.

## Япония
Хотя все административные единицы Японии именуются, за исключением губернаторства Хоккайдо, префектурами, а главы администрации префектуры нередко именуются префектами, помощник главы администрации как правило именуется вице-губернатором.

## США
Должность лейтенант-губернатора (англ. lieutenant governor) существует в 45 из 50 штатов США. В большинстве случаев лейтенант-губернатор — второй по важности лицо в штате после губернатора, он замещает его во время отсутствия и становится исполняющим обязанности губернатора в случае его смерти. В двух штатах должность лейтенант-губернатора получает спикер верхней палаты законодательного собрания в результате голосования сенаторов, в 25 штатах вице-губернатор и губернатор избираются совместно, в 18 штатах они избираются по разным бюллетеням и, таким образом, могут представлять разные партии.

## В Содружестве наций

### Австралия
В настоящее время в Австралии на федеральном уровне нет лейтенант-губернатора, но на уровне штатов должность лейтенант-губернатора существует; во многих штатах, в частности, в Новом Южном Уэльсе, Виктории и Южной Австралии, в качестве лейтенант-губернатора выступает председатель Верховного суда штата. В 2001 Конституция Квинсленда была изменена для воссоздания поста лейтенант-губернатора. Когда губернатор умирает, уходит в отставку или отлучается, его должны заменить либо «администратор» либо «лейтенант-губернатор». Они не играют никакой роли при действующем губернаторе, но готовы занять его место в случае необходимости.
Исторически, в начале британской колонизации в этом регионе, все колонии, за исключением Нового Южного Уэльса, в том числе Тасмания (в то время «Van Diemen’s Land») и Новая Зеландия (в то время «Bay of Islands»), управлялись лейтенант-губернаторами.

### Канада
Провинциальный лейтенант-губернатор назначается генерал-губернатором по совету премьер-министра Канады и представляет одновременно канадского монарха и федеральное правительство в законодательных собраниях провинций. Таким образом, де-юре он является высшим должностным лицом провинции, в которую назначен.

### Остров Мэн
Лейтенант-губернатор острова Мэн является представителем британской короны.

### Нормандские острова
Два лейтенант-губернатора — один для коронного владения Джерси, второй для коронного владения Гернси — являются представителями британской короны. Они назначаются британским монархом с титулами герцогов Нормандских по совету британского правительства.

## Королевство Нидерландов
Каждый из островов в составе автономии Нидерландских Антильских островов до распада в 2010 году управлялся лейтенант-губернатором (нидерл. gezaghebber). В настоящее время лейтенант-губернаторы возглавляют каждую из трёх особых общин Бонайре, Синт-Эстатиус и Саба, исполняя функции, сходные с функциями бургомистра (мэра) в других общинах Нидерландов.

## Индия
Должности лейтенант-губернатора существуют в некоторых союзных территориях Индии (Андаманские и Никобарские острова, Пудучерри) и в национальной столичной территории Дели. Во всех случаях, по полномочиям лейтенант-губернатор фактически является высшим должностным лицом административной единицы и, как и губернаторы в других штатах Индии, назначаются президентом.

## В других странах
Должности вице-губернаторов (англ. Deputy Governor) существуют в штатах Нигерии и в округах Кении